# Jörg Breski
Jörg Breski (* 28. Mai 1963) ist ein ehemaliger deutscher Fußballspieler und -trainer.

## Karriere
Breski spielte für den TuS Sinsen und Germania Lenkerbeck, bevor er zum TSV Marl-Hüls wechselte. Von dort ging er 1984 zu Arminia Bielefeld. Er kam in der Bundesliga, in der Saison 1984/85  bei Arminia Bielefeld zu seinem Debüt. Unter Trainer Gerd Roggensack spielte er am 5. Spieltag ab der 74. Spielminute gegen Fortuna Düsseldorf, das Spiel endete 1:1. Er kam zu drei weiteren Einsätzen. 1986 wechselte Breski zu Rot-Weiss Essen und spielte danach für die SpVgg Erkenschwick.
Nach seiner aktiven Karriere war Breski unter anderem Jugendtrainer beim TuS Haltern.